# Гаванген
Гаванген (нім. Hawangen) — громада в Німеччині, у землі Баварія. Підпорядковується адміністративному округу Швабія. Входить до складу району Унтеральгой. Складова частина об'єднання громад Оттобойрен.
Площа — 14,50 км2. Населення становить 1301 ос. (станом на 31 грудня 2020).
Бургомістр — Мартін Гайнц
(ХСС/Незалежні виборці).

## Галерея

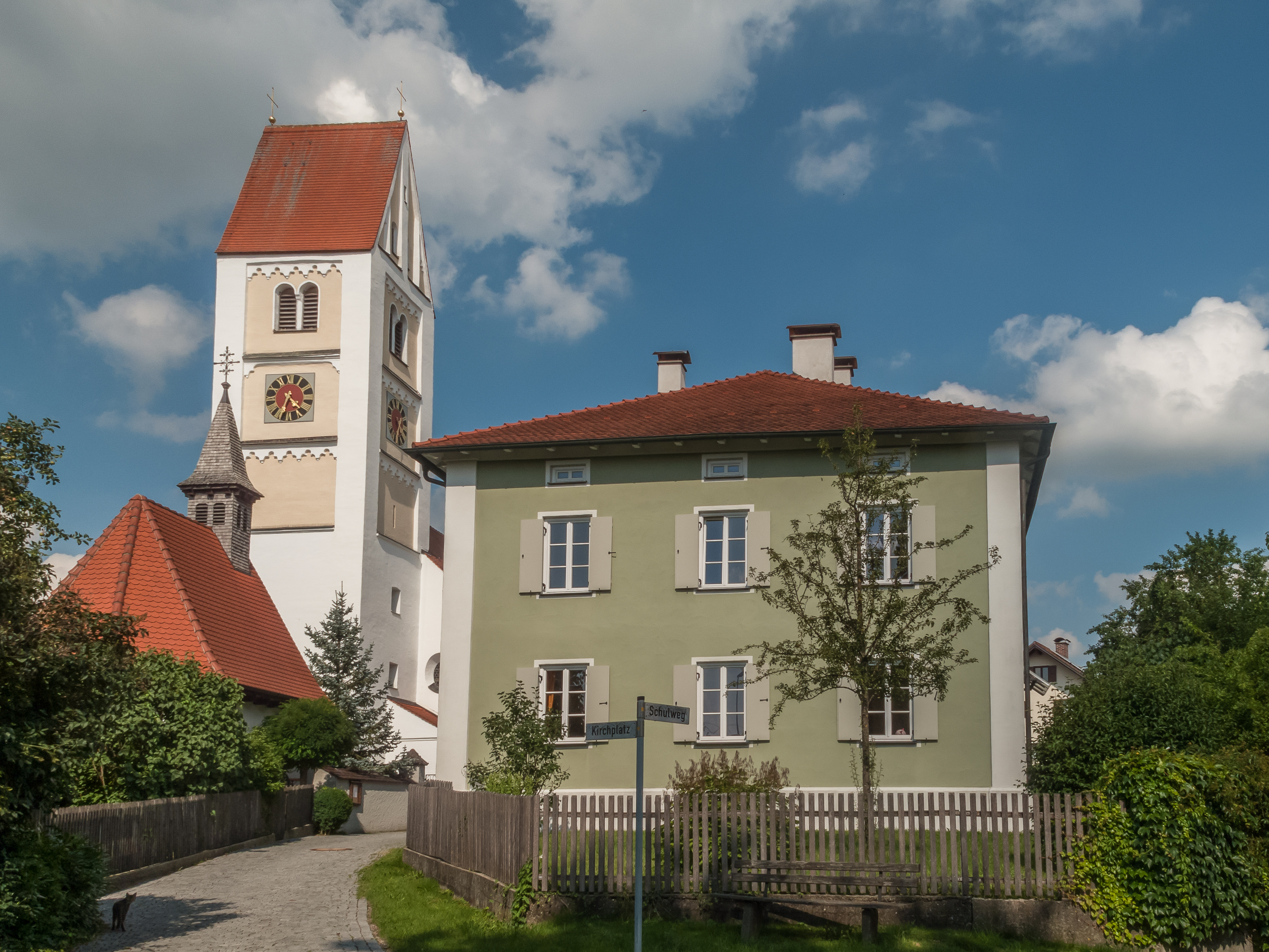
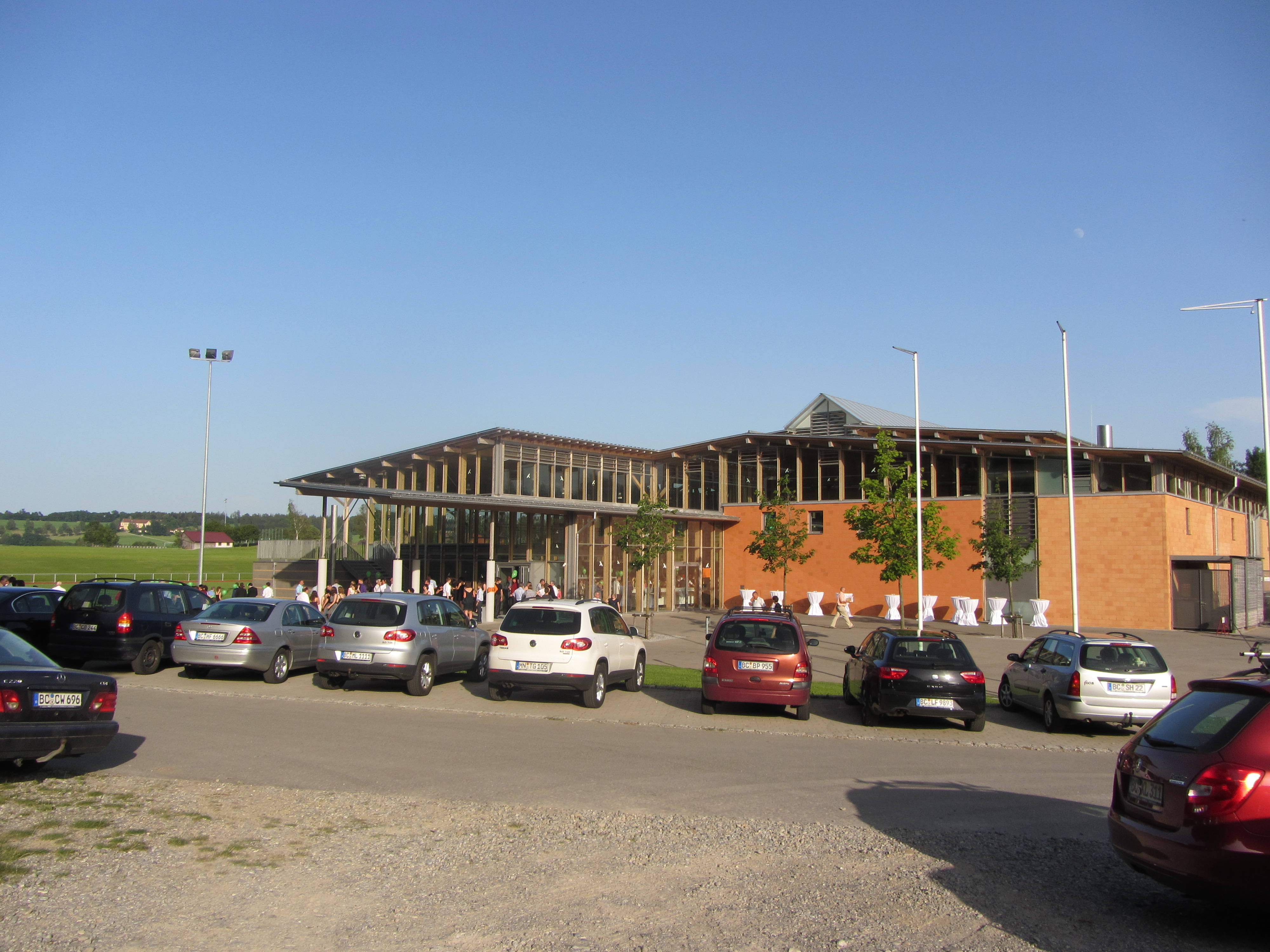